# NGC 3064
NGC 3064 est une galaxie spirale située dans la constellation du Sextant. NGC 3064 a été découverte par l'astronome américain Francis Leavenworth en 1886.

## Caractéristiques
Sa vitesse par rapport au fond diffus cosmologique est de 5 514 ± 26 km/s, ce qui correspond à une distance de Hubble de 81,3 ± 5,7 Mpc (∼265 millions d'al).
À ce jour, une mesure non basée sur le décalage vers le rouge (redshift) donne une distance d'environ 79,100 Mpc (∼258 millions d'al). Cette valeur est à l'intérieur des valeurs de la distance de Hubble.
La classe de luminosité de NGC 3064 est III et elle présente une large raie HI.